# Кутенко Юрій Костянтинович
Ю́рій Костянти́нович Куте́нко (8 червня 1932, Фастів — 13 грудня 2003, Львів) — український десятиборець, майстер спорту міжнародного класу, заслужений майстер спорту СРСР. Учасник XVI Літніх Олімпійських ігор (Мельбурн, 1956) та XVII Літніх Олімпійських ігор (Рим, 1960, 4-е місце), екс-рекордсмен Європи з десятиборства, призер чемпіонату Європи (1961), переможець матчів США—СРСР, багаторазовий чемпіон та рекордсмен СРСР.

## Життєпис
Народився 8 червня 1932 року у місті Фастові на Київщині. Дід — батько шістнадцятьох дітей — мав двох корів і коня, не захотів вступати до колгоспу; йому вчепили ярлик «куркуля». Судили Юрієвого батька — директора воєнного заводу. Тому в Кутенка були проблеми з виїздом за кордон.
1954 року закінчив Львівський інститут фізичної культури]]. Тренував його Дмитро Оббаріус. Змагався на літніх Олімпійських іграх 1956 та 1960 років, 1960-го посів четверте місце; також зайняв четверте місце на чемпіонаті Європи 1954 року. Виступав за львівські спортивні товариства «Буревісник» і СКА.
[[Файл:Viktor Lipsnis 1960.jpg|міні|праворуч|250пкс|[[Літні Олімпійські ігри 1960|На Олімпіаді 1960 року в Римі]]
Чемпіон та рекордсмен Європи (1961), багаторазовий чемпіон та рекордсмен СРСР.
1961 року на першості СРСР переміг в десятиборстві з результатом 8360 очок та був нагороджений золотою медаллю; це був рекорд Європи, який не могли побороти протягом багатьох років.
1971 року під час матчу США — СРСР в Сан–Франциско, коли стрибав із жердиною, остання під його вагою зламалась; Юрій впав на металевий ящик і зламав три ребра, пошкодив нирку. На заняттях спортом змушений був поставити крапку. Служив у спортивному клубі армії, працював старшим тренером з десятиборства Збройних сил СРСР, був начальником 8-го СКА ПрикВО (1974—1989).
Був директором ДЮСШ СКА (1989—2003) з легкої атлетики, яка названа на його честь (вулиця Клепарівська, 39а).
Від 2004 року у Львові проводять щорічні змагання пам'яті Юрія Кутенка.
Помер у Львові, похований на 25 полі Сихівського цвинтаря.